# Fedivers

Proposta de logo del fedivers

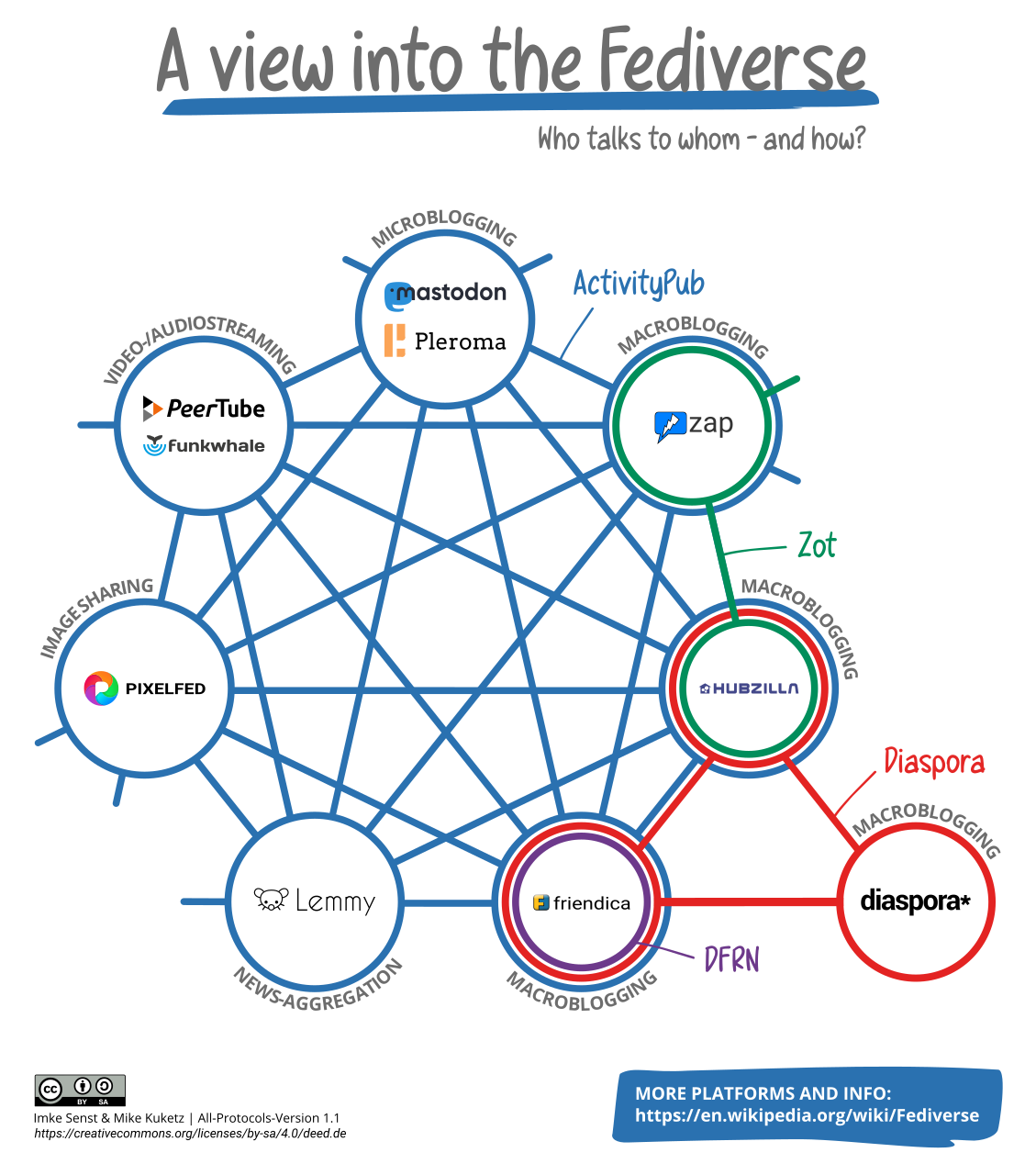
Extracte de protocols i plataformes comuns al Fedivers (2022)

Fedivers és el mot, portmanteau de "federació" i "univers", que s'utilitza habitualment i de forma informal per a referir-se a una federació oberta de servidors de xarxa social (tècnicament anomenats «instàncies») el propòsit principal de la qual és fer microblogging, és a dir compartir missatges curts en públic. Mitjançant l'execució de programari de xarxa social que és compatible amb un conjunt estàndard de protocols anomenat OStatus, servidors independents poden connectar-se al Fedivers, que permeten que els seus usuaris puguin seguir i rebre missatges curts dels uns als altres, independentment de la implementació en particular d'OStatus que executa el servidor.
El Fedivers està basat en programari lliure. Algunes de les seves xarxes socials són similars a Twitter en estil (per exemple Mastodon, o GNU Social, similars en activitats i en la seva funció de microblogging), mentre altres plataformes federades inclouen més comunicació i opcions de transacció que són, en canvi, comparables a Google+ o Facebook (com és el cas de Friendica).

## Membres
El programari de xarxes socials que actualment pot connectar-se al Fedivers inclou:
- Friendica (anteriorment Mistpark)
- GNU Social (anteriorment StatusNet, fins 2013)
- Hubzilla
- Lemmy
- Mastodon
- Misskey
- Mobilizon
- Pleroma
- PostActiv (Fork de GNU Social)
- PeerTube